# Mmm Papi
"Mmm Papi" é uma canção da artista musical estadunidense Britney Spears contida em seu sexto álbum de estúdio Circus (2008). Foi composta por Spears, Nicole Morier e pela banda canadense Let's Go to War, a produção ficou a cargo do grupo e de Morier. A faixa possui uma influência de pop latino, semelhante à "La Isla Bonita" de Madonna. A letra da obra é sobre uma mulher que tem uma atração por um homem, e anseia que ele aproxime-se e leve-a embora.
"Mmm Papi" recebeu revisões geralmente desfavoráveis da mídia especializada. Muitos disseram que a canção representa a dificuldade de Spears com os homens, e especularam que suas letras tratam de tanto seu pai, Jamie Spears quanto do paparazzi Adnan Ghalib, ex-namorado da cantora. Os rumores foram posteriormente negados pela co-compositora Morier. A música também foi comparada a "Come On-a My House" de Rosemary Clooney. Apesar de não ser lançada como single, a faixa alcançou a 94ª colocação na tabela genérica Pop 100 da revista estadunidense Billboard.

## Antecedentes
"Para as faixas, inspiramos-nos em algo diferente do que ela havia feito antes. O resultado foi um hino surf go-go dos anos de 1960 a um amante sensual e uma bombástica canção electro-rock sobre voar de cabeça para baixo para o místico abismo do amor."

Em 2008 foi confirmado que Spears estava em processo de gravação de seu sexto álbum de estúdio. Larry Rudolph, empresário da artista, notificou que ela iria passar "o verão no estúdio" para trabalhar no material novo. Apesar de nenhuma ratificação oficial do disco na época, Rudolph revelou que eles estavam felizes com o progresso dela e que ela tinha trabalhado com uma variedade de produtores, tais como Sean Garrett, Guy Sigsworth, Danja e Bloodshy & Avant. "Mmm Papi" foi composta pela cantora e Nicole Morier durante o verão e a primavera de 2008 do hemisfério norte. Entre outras músicas que elas trabalharam foram "Rock Me In" e "Whiplash". Ambas queriam fazer algo que a interprete jamais havia feito. "Mmm Papi" e "Rock Me In" foram incluídas em seu sexto álbum de estúdio Circus (2008); no entanto, "Whiplash" está inclusa na obra When the Sun Goes Down da banda Selena Gomez & the Scene. Morier explicou: "Há algumas músicas que iniciamos que foram grandes idéias, mas incompletas. Talvez nós vamos ouvi-las como se fossem novas algum dia e liberá-las, mas eu normalmente só gostaria de recomeçar."
A composição e a produção adicional foram feitas pela banda canadense Let's Go to War, cujos membros são Henry Walter, Adrien Gough e Peter-John Kerr. Em entrevista ao noticiário The Canadian Press, Walter revelou que primeiramente enviaram várias demos para a Jive Records para Circus. Após selecioná-la, o gerenciamento de Spears exigiu várias mudanças para a música, tornando "Mmm Papi" "substancialmente diferente do que foi apresentado." Ele também disse que não teve contato com a cantora para os arranjos do número, e o considerou como "algo diferente para Britney" e "uma música divertida e não está tentando ser algo que não é."

## Composição e crítica profissional
| |  |  |
| Britney Spears (esquerda) e Nicole Morier (direita) compuseram várias canções juntas, incluindo "Mmm Papi" e "Whiplash". |  |  |

"Mmm Papi" é uma canção do gênero pop latino. A música tem elementos de dancehall e uma vibração go-go dos anos de 1960, incorporando em sua melodia palmas e o uso de uma guitarra de rock. Anna Dimond, da TV Guide, percebeu influências de "La Isla Bonita" de Madonna na obra. A mídia especulou que suas letras tratam tanto do pai  da cantora, Jamie Spears quanto do paparazzi Adnan Ghalib, seu ex-namorado. No entanto, isto foi negado pela co-compositora Morier, que disse: "a música definitivamente não é sobre Adnan e em durante todo o tempo que eu trabalhei com [Spears] na última primavera e verão, eu nunca vi esse cara." Morier descreveu a faixa como bastante divertida.
Alexis Petridis, do The Guardian, disse que a faixa era divertida, mas criticou por aparecer em Circus por parecer um trabalho de ...Baby One More Time. Chris Willman, da Entertainment Weekly, publicou que a música "inconstantemente mistura a voz de garota pequena de Spears a uma guitarra que toca go-go dos anos de 1960." John Murphy, do musicOMH, escreveu que "qualquer indicação de seu bate-papo nas linhas de 'Mmm Papi' pode explicar o seu problema recente com homens", enquanto Caryn Ganz, da Rolling Stone, comentou que a cantora "mostra que ela tem psicodrama de sobra [na canção]". Ann Powers, do Los Angeles Times, comparou o estilo da faixa ao de "Come On-a My House" de Rosemary Clooney. Powers também avaliou que a artista tem "um sotaque latino muito horrível" na composição.
Jim DeRogatis, do Chicago Sun-Times, criticou "Mmm Papi" como a "[música] mais perturbadora de [Circus]." Cameron Adams, do Herald Sun, disse que a faixa era "uma tentativa do som new wave de Gwen Stefani que não funciona." Ben Rayner, do Toronto Star, chamou a obra de "terrível". Pete Paphides, do The Times, avaliou que a composição "não podia ser menos sensual se Christine Hamilton estivesse cantado," enquanto a revisão do The Independent publicou que o número retrata "a ex-integrante do Mickey Mouse Club como uma espécie de boneca robótica ninfomaníaca."

## Créditos
Lista-se abaixo os profissionais envolvidos na elaboração de "Mmm Papi", de acordo com o encarte do álbum Circus:
| - Britney Spears - vocal principal, composição e vocais de apoio - Nicole Morier - composição, produção e vocais de apoio - Henry Walter - composição, produção, gravação e programação - Adrien Gough - composição, produção, programação | - Peter-John Kerr - composição, produção, programação - Eric Eylands - edição vocal - Chris Worthy - guitarra - Tony Maserati - mixagem |

## Desempenho nas tabelas musicais
Apesar de não ser lançada como single, "Mmm Papi" alcançou a 94ª colocação em 10 de dezembro de 2008 na tabela genérica Pop 100 da revista estadunidense Billboard.
| Tabela musical (2008)      | Melhor posição |
| -------------------------- | -------------- |
| Estados Unidos - Pop Songs | 94             |